# Oiclus purvesii
Espèce
Synonymes
- Diplocentrus purvesii Becker, 1880

Oiclus purvesii est une espèce de scorpions de la famille des Diplocentridae.

## Distribution
Cette espèce est endémique des Petites Antilles. Elle se rencontre sur Antigua, Barbuda, Montserrat, Niévès, Saint-Christophe et Saba.

## Description
L'holotype mesure 27 mm.
Le mâle holotype d'Oiclus purvesii sabae mesure 28,20 mm et le mâle paratype 29,10 mm.
Les mâles mesurent de 25,70 à 31,85 mm et la femelle 27,95 mm.

## Liste des sous-espèces
- Oiclus purvesii purvesii (Becker, 1880)
- Oiclus purvesii sabae Francke, 1978 de Saba

## Systématique et taxinomie
Cette espèce a été décrite sous le protonyme Diplocentrus purvesii par Becker en 1880. Elle est placée dans le genre Oiclus parSimon en  1880.

## Publications originales
- Becker, 1880 : Études sur les scorpions (premier article). Annales de la Société Entomologique de Belgique, vol. 24, p. 134-145 (texte intégral).
- Francke, 1978 : Systematic revision of diplocentrid scorpions (Diplocentridae) from Circum-Caribbean Lands. Special Publications of the Texas Tech University, vol. 14, p. 1–92 (texte intégral).